# Javier Balboa
Javier Ángel Balboa Osa (* 13. května 1985, Madrid) je ve Španělsku narozený fotbalový záložník, který reprezentuje Rovníkovou Guineu. V současné době působí v katarském klubu Al-Mesaimeer SC.

## Klubová kariéra
Prošel mládežnickou akademií Realu Madrid, dále působil v klubech Racing de Santander (hostování), Benfica Lisabon, FC Cartagena (hostování), Albacete Balompié (hostování), SC Beira-Mar a GD Estoril Praia.
S Realem Madrid vyhrál v sezóně 2007/08 ligový titul v Primera División, ačkoli nenastupoval pravidelně.
S portugalským klubem GD Estoril Praia se představil v základní skupině Evropské ligy 2013/14, kde vedle libereckého Slovanu narazil na německý SC Freiburg a španělskou Sevillu. Ve skupině skončil Estoril se ziskem 3 bodů na posledním čtvrtém místě, do jarních vyřazovacích bojů se tak hráč s klubem neprobojoval.
Od roku 2015 působil postupně v Saúdské Arábii, Maroku, Řecku a Kataru.

## Reprezentační kariéra
2. června 2007 debutoval v A-mužstvu Rovníkové Guiney v kvalifikačním zápase s Rwandou (prohra 0:2).
Hrál na domácím Africkém poháru národů 2012, který Rovníková Guinea pořádala společně s Gabonem. V zápase s Libyí v základní skupině A vstřelil první gól šampionátu (šlo o zahajovací utkání), kterým zařídil vítězství 1:0. Reprezentace Rovníkové Guiney následně vypadla na turnaji ve čtvrtfinále s Pobřežím slonoviny (0:3).
Představil se i na dalším domácím Africkém poháru národů 2015, kde jednou skóroval proti Gabonu. Výhra 2:0 přinesla postup Rovníkové Guiney ze základní skupiny do čtvrtfinále. V něm dvěma góly zařídil výhru svého týmu 2:1 po prodloužení nad Tuniskem. Vyrovnávací na 1:1 vstřelil ve druhé minutě nastavení po kontroverzně odpískaném pokutovém kopu, který nařídil mauricijský rozhodčí Rajindraparsad Seechurn.